# Petr Čoupek
Petr Čoupek (* 10. květen 1982 Brno) je český fotbalový obránce, od ledna 2017 působící v TJ Start Brno.
S fotbalem začínal v místě svého rodiště, tedy v Brně. Prošel všemi mládežnickými celky, až si ho vyhlédli v německém Leverkusenu. Do tohoto klubu přestoupil v roce 1999 a čtyři roky působil v mládežnických týmech. Do A-týmu se však nepropracoval a vrátil se do Česka. Prvoligovou premiéru si odbyl v dresu Slovácka, kde odehrál dvě sezony, ve kterých vstřelil tři branky. Poté přestoupil do Ostravy, kde odehrál tři sezony a vstřelil jednu branku. V létě 2008 se vrátil zpět do Brna, kde byl oporou obranných řad.
Čoupek od svých patnácti let nastupoval v českých mládežnických reprezentacích, za reprezentaci do 21 let odehrál čtyři utkání.
Po roce 2012 nastupoval za SC Columbia Floridsdorf (nižší rakouská soutěž), MFK Vyškov, FK Blansko, AFK Tišnov a od 17. ledna 2017 za TJ Start Brno.